# Мир спорта
Мир спорта —  ежедневная газета о спорте, принадлежащая Мун Сон Мёну. Газета также освещает события, происходящие вокруг деятельности Движения Объединения, которые перепечатываются ведущими СМИ и публикуются в правительственных сайтах.